# Карра-Коллен, Жюли
Жюли Кара-Коллен (фр. Julie Carraz-Collin; 25 августа 1980, Франция) — французская биатлонистка.

## Карьера
В течение нескольких лет входила в сборную Франции. В 2002 году дебютировала в Кубке мира. Принимала участие в Чемпионате Мира 2004 года в Оберхофе, а также на двух Чемпионатах Европы. В составе эстафетной команды Франции несколько раз становилась призёром этапов Кубка мира.
После окончания сезона 2009/2010 Кара-Коллен приняла решение завершить карьеру.

## Кубок мира
- 2003—2004 — 76-е место (3 очка)
- 2006—2007 — 72-е место (11 очков)
- 2007—2008 — 59-е место (19 очков)
- 2008—2009 — 65-е место (81 очко)
- 2009—2010 — 39-е место (179 очков)